# Томашевський провулок
Томаше́вський прову́лок — зниклий провулок, що існував у Дніпровському районі міста Києва, місцевість Куликове. Пролягав від Томашевської до Бузкової вулиці (у довіднику помилково вказано Бузький провулок). 

## Історія
Провулок виник у середині ХХ століття під назвою Новий. Назву Томашівський провулок набув 1957 року. 
Ліквідований 1978 року у зв'язку зі знесенням старої забудови колишнього селища Куликове та частковим переплануванням місцевості. У рішенні про ліквідацію неточно названий як провулок Томашівського.